# Paquitos (álbum)
Paquitos é o álbum de estréia dos assistentes de palco e boy band Paquitos, então formado por Alexandre Canhoni, Cláudio Heinrich, Egon Júnior, Marcelo Faustini e Robson Barros, lançado em 1990.
De acordo com o jornal Correio Braziliense, após o sucesso das Paquitas, era esperado que um grupo feito com nos mesmos moldes, só que com garotos, fosse criado. O grupo, de acordo com o jornal, é parecido com o Dominó: as músicas são dançantes e românticas e os cinco cantores são medianos em termos vocais. Os quatro integrantes iniciam a carreira em 1989, e, nessa época, começam a gravar canções para o que seria o seu primeiro e único álbum.
A lista de faixas incluí versões cover de canções internacionais, tais como: "Tomorrow" de Paul McCartney, que virou "Sozinho" e "Baby, I Love Your Way", de Peter Frampton, que foi intitulada como "Como Eu te Amei".
Comercialmente, obteve sucesso. De acordo com o jornal paulista A Tribuna "bateu recorde de vendagem". Em 1990, os cantores receberam um disco de ouro pela vendagem de mais de 120,000 no Brasil, além de terem obtido sucessos radiofônicos com as canções: "Nova Onda", "Paquidance" e "Muito Prazer".

## Lista de faixas
Créditos adaptados do LP Paquitos, de 1990.
| N.º            | Título                     | Compositor(es)                             | Duração |  |
| 1.             | "Muito Prazer"             | Zé Henrique Marcelo Faria Marcello Azevedo | 4:10    |  |
| 2.             | "A Nova Onda"              | Joe Athanásio Tavinho Paes                 | 3:55    |  |
| 3.             | "Garota"                   | José Augusto Paulo Sérgio Valle            | 3:58    |  |
| 4.             | "Sozinho"                  | Paul McCartney Tomorrow                    | 3:17    |  |
| 5.             | "Vem Dançar Rumba"         | Isidore S.H. York Aramis Barros Lourdinha  | 3:48    |  |
| 6.             | "Paquidance"               | Henrique Faria Azevedo Jailson             | 4:01    |  |
| 7.             | "Conquistadores do Futuro" | Michael Sullivan Paulo Massadas            | 3:58    |  |
| 8.             | "Como Eu Te Amei"          | Peter Frampton Henrique Azevedo Faria      | 4:24    |  |
| 9.             | "Príncipe Encantado"       | Henrique                                   | 4:23    |  |
| 10.            | "Tô Fora"                  | Luís Campos Aécio Flávio Flávio Ricardo    | 3:05    |  |
| Duração total: | Duração total:             | Duração total:                             | 39:31   |  |

## Certificações e vendas
| Região | Certificação | Vendas  |
| ------ | ------------ | ------- |
| Brasil | Ouro         | 120,000 |